# Plombières-lès-Dijon
Plombières-lès-Dijon este o comună în departamentul Côte-d'Or, Franța. În 2009 avea o populație de 2,860 de locuitori.

## Evoluția populației
| An        | 1975  | 1982  | 1990  | 1999  | 2006  | 2009  |
| --------- | ----- | ----- | ----- | ----- | ----- | ----- |
| Populație | 2,064 | 1,820 | 2,123 | 2,491 | 2,816 | 2,860 |